# Béla Imrédy
Dans le nom hongrois Imrédy Béla, le nom de famille précède le prénom, mais cet article utilise l’ordre habituel en français Béla Imrédy, où le prénom précède le nom.
Béla Imrédy d'Ómoravicza (vitéz ómoraviczai Imrédy Béla en hongrois), né le 29 décembre 1891 à Budapest et fusillé le 28 février 1946 à Budapest, est un homme politique et Premier ministre du royaume de Hongrie de 1938 à 1939.

## Biographie
Né dans une famille catholique il étudie le droit puis commence sa carrière au ministère des Finances. En 1928, il est nommé directeur de la Banque nationale de Hongrie. En 1932, il est nommé ministre des Finances dans le gouvernement de Gyula Gömbös.  En 1935, il devient président de la Banque nationale puis est nommé ministre de l'Économie sous le gouvernement de Kálmán Darányi. Il démissionne de son poste au début de mai 1938.
Il est nommé Premier ministre le 8 mai 1938. Dès son arrivée au pouvoir il met en place une politique de rapprochement avec la Grande-Bretagne ce qui lui attire l'hostilité de l'Allemagne et de l'Italie. Il signe la première loi anti-juive qui, d'une part devait définir le Juif d'un point de vue religieux et d'autre part limitait à 20 % la place des Juifs dans l'économie (main d'œuvre dans les sociétés individuelles), la culture et les professions libérales. Cette loi entre en exercice le 29 mai 1938. Après avoir engagé de nouvelles mesures contre les Juifs, il nomme le pro-allemand István Csáky ministre des Affaires étrangères et décide d'entamer peu à peu un rapprochement avec l'Allemagne et l'Italie. Il dirige le « Magyar Élet Pártja, MÉP » (Parti de la vie hongroise).
En septembre 1938 il rencontre Adolf Hitler qui tente mais sans succès de l'associer dans sa guerre contre la Tchécoslovaquie. En novembre 1938, mis en minorité à la Chambre des députés, il est contraint de remanier son gouvernement mais il durcit sa politique intérieure. Il instaure la censure dans la presse. Le 13 janvier 1939 il fait adhérer la Hongrie au pacte anti-Komintern de 1936. Le 12 février 1939, à la suite de rumeurs selon lesquelles il aurait des origines juives, il est contraint de démissionner.

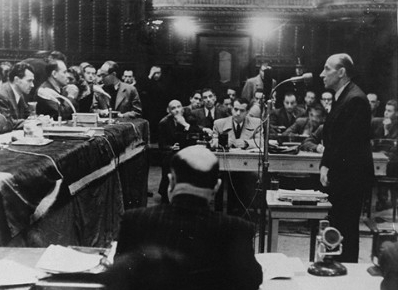
Béla Imrédy pendant son procès devant le tribunal du peuple à Budapest, en 1945.

Dans le gouvernement de Döme Sztójay du 22 mars 1942, il est nommé ministre de l'Économie.
Après que les troupes allemandes eurent quitté le territoire hongrois, il est jugé par un tribunal populaire en novembre 1945, pour crimes de guerre et collaboration avec les Nazis. Jugé coupable, il fut condamné à mort, et fusillé dans une prison de Budapest en 1946.